# レアレア
レアレアは、日本のお笑いコンビ。NSC大阪校21期出身。

## メンバー
大浜 真介（おおはま しんすけ、1977年12月21日（47歳） - ）
ツッコミ担当。
大阪府箕面市出身。身長172 cm、体重85 kg。血液型O型。
既婚者。2018年8月7日、第2子となる男児が誕生。
池袋で居酒屋を経営している。
2022年5月を以て吉本を退社し、自ら立ち上げた株式会社レアレアの所属となった。

おかわり 正之（おかわり まさゆき、1975年7月22日（50歳） - ）
ボケ担当。
旧芸名および本名、桑折 正之（くわおり まさゆき）。2023年9月29日を以て、現芸名に改名。
大阪府高槻市出身、大阪府立阿武野高等学校卒業。身長168 cm、体重58 kg。血液型A型。
既婚者で、息子が2人いる。
芸人の傍ら、やよい軒の店長としても働いている。
相方・大浜の退社後、吉本のプロフィールには「おかわり正之」として書かれている。

## 概要
- ネタは主に漫才で[4]、M-1グランプリ2004・2006では準決勝まで進出。2005年までは正統派漫才を演じていたが、2006年の亀田ブームを境に両者が亀田親子（亀田史郎・亀田興毅）のものまねを中心に芸の幅を広げるようになった。
  - 大浜扮する史郎は外見だけでなく会話の仕方なども非常にそっくりだが、おかわり扮する興毅の方はさほど似ておらずオチでは大浜が「メンチ切ったれ!」と言い放ち、おかわりが着用していたサングラスを外して「誰やねんお前?」と大浜がツッコんでシメるパターンがお約束となっている。
- 最近では亀田親子以外に井筒和幸など、他のものまねも披露することがある。
- パンクブーブー率いる「華無会（実力はあるが容姿の点で損をしている気のある芸人たちのグループ）」の一員。
- 2015年以降のM-1グランプリでは3回戦進出（2016年大会）が最高成績で、ラストイヤーとなる2018年大会では2回戦進出に終わった[4]。結成から16年以上のグループが出場資格を得る『THE SECOND 〜漫才トーナメント〜』の2023年大会では予選会で敗退。

## 逸話
- 『とんねるずのみなさんのおかげでした』内のコーナー「博士と助手〜細かすぎて伝わらないモノマネ選手権〜」第9回大会においてネタを2本披露。1本目のネタでおかわりは興毅に扮するため坊主のカツラを被りつつネタを披露したが、とんねるずら審査員から「カツラに違和感があった」「次出てくるときはきっと髪を剃っているのではないか?」と無茶振りされ、2本目ではその無茶振りへ応えバリカンで髪を剃り丸坊主状態でネタを披露し笑いを誘った。
- 『さんまのまんま』にて先輩の今田耕司からの紹介コーナーで、亀田親子ネタを披露した。そのキャラを活かし、同じフジテレビで放送されている『ものまね紅白歌合戦』にも出演。ただし出場したのは史郎役の大浜のみで、興毅役は別人が扮していた。
  - 『さんまのまんま』の出演が縁となり、明石家さんまの目に留まって『明石家さんちゃんねる』へ出演。レアレアは再現コントコーナーに出演し、ゲストとして出ていた興毅本人と初共演を果たす。当時の2人の姿を見て興毅からは「ちょっと違うな」と指摘された。ちなみにこの番組のラテ欄で初めて名前が載った。
- 2008年12月18日、山手線に乗っていた大浜が盗撮犯を取り押さえ、警察へ通報し原宿警察署に身柄を引き渡す手柄を立てた。この詳細は大浜本人のブログに綴られている。
- 亀田大毅の世界フライ級タイトルマッチの一件（詳しくは本人の項を参照）以来、亀田親子ネタはあまり行わなくなった。2009年7月31日放送『金曜サプライズ』で興毅が出演した際、途中乱入する形で久々にテレビで亀田親子のネタを披露しており、番組内で「（一時期に比べ）仕事が減った」と語った。

## 主な出演番組
- とんねるずのみなさんのおかげでした（フジテレビ、2006年9月28日放送）
  - 博士と助手〜細かすぎて伝わらないモノマネ選手権〜（亀田興毅役・桑折、亀田史郎役・大浜にて）
- さんまのまんま（関西テレビ、2007年1月2日放送）
- ものまね紅白歌合戦（フジテレビ、2007年1月9日放送）
- 明石家さんちゃんねる（TBS、2007年3月14日放送）
- アパッチナイトフジ（フジテレビ、2007年3月30日放送）
- 本番で〜す!（テレビ東京、2007年8月18日）
- 爆笑ピンクカーペット（フジテレビ） キャッチコピーは「亀田のものまねしばらく封印」→「亀田のものまね 未だ封印」
- 笑いの金メダル（朝日放送）
- 虎の門（テレビ朝日、2008年6月6日）
- ネタの決戦!THE・おもしろキング（朝日放送、2008年7月4日）
- サプライズ（日本テレビ、2009年7月31日）
- 爆笑トライアウト（NHK総合、2009年10月30日）
  - 会場審査は7位（357TP）、視聴者投票は7位（669票）。